# Parafia św. Marcina w Kazimierzu Biskupim
Parafia Świętego Marcina w Kazimierzu Biskupim – rzymskokatolicka parafia położona we wsi Kazimierz Biskupi. Administracyjnie należy do diecezji włocławskiej (dekanat koniński III).
Odpust parafialny odbywa się w Uroczystość Świętego Marcina.

## Duszpasterze
- proboszcz: ks. Michał Drewniacki (od 2017)
- wikariusz: ks. Mariusz Adamczewski (od 2022)
- księża ze Zgromadzenia Misjonarzy Świętej Rodziny w Kazimierzu Biskupim
- ojcowie z Eremu Ojców Kamedułów w Bieniszewie

## Kościoły
- kościół parafialny: Kościół św. Marcina w Kazimierzu Biskupim
- kościół filialny: Kościół klasztorny Ofiarowania NMP w Bieniszewie
- kościół filialny: Kościół klasztorny św. Jana Chrzciciela i Pięciu Braci Męczenników w Kazimierzu Biskupim
- kościół filialny: Kościół św. Izaaka w Kazimierzu Biskupim